# Brannigan
Brannigan (Brasil: A Morte Segue Seus Passos ) é um filme britânico de 1975, do gênero policial, dirigido por Douglas Hickox e estrelado por John Wayne e Richard Attenborough.

## A produção
Após o sucesso se Dirty Harry e Magnum Force, John Wayne decidiu sair da confortável sela de seu cavalo e, em rápida sucessão, atuou em duas respostas ao personagem imortalizado por Clint Eastwood: McQ e este Brannigan. Neste, a ação é transposta para Londres, onde todos os pontos turísticos foram mostrados, inclusive a Tower Bridge.
Apesar do estado avançado do câncer de pulmão diagnosticado uma década antes (visível na tela), Wayne ainda fez dois filmes, ambos do gênero que o consagrou: Rooster Cogburn, neste mesmo ano, e The Shootist em 1976. Morreria em 1979, reconhecido como o maior cowboy da história do cinema.

## Sinopse
O tenente Jim Brannigan vai à Inglaterra buscar o mafioso Ben Larkin, que se refugiou em Londres. Contudo, o advogado de Larkin orquestra seu sequestro e Brannigan precisa da ajuda do comandante Sir Charles Swann, da Scotland Yard, para fazer com que os criminosos sejam alcançados pela Lei.

## Elenco
| Ator/Atriz           | Personagem                 |
| -------------------- | -------------------------- |
| John Wayne           | Tenente Brannigan          |
| Richard Attenborough | Comandante Charles Swann   |
| Judy Geeson          | Sargento Jennifer Thatcher |
| Mel Ferrer           | Advogado Mel Fields        |
| John Vernon          | Ben Larkin                 |
| Daniel Pilon         | Gorman                     |
| John Stride          | Inspetor Traven            |
| James Booth          | Charlie                    |
| Artur Batanides      | Angel                      |
| Ralph Meeker         | Capitão Moretti            |
| Anthony Booth        | Fred                       |
| Brian Glover         | Jimmy                      |